# ریشارد گلوکس
ریشارد گلوکس (به آلمانی: Richard Glücks) (زاده ۲۲ آوریل ۱۸۸۹ – مرگ ۱۰ مه ۱۹۴۵)یک مقام ارشد اس‌اس آلمان در دوران نازی بود. از نوامبر ۱۹۳۹ تا پایان جنگ جهانی دوم، او فرماندهی بازرسی اردوگاه‌های کار اجباری را بر عهده داشت که بعداً در اداره اصلی اقتصادی و اجرایی اس‌اس به عنوان «آمت د» ادغام شد. به عنوان زیردست مستقیم هاینریش هیملر، او مسئول کار اجباری زندانیان اردوگاه‌ها بود و ناظر بر رویه‌های پزشکی در اردوگاه‌ها بود، از آزمایش‌های انسانی نازی تا اجرای «راه‌حل نهایی»، به ویژه قتل عام زندانیان با گاز سیکلون ب. 
پس از تسلیم آلمان، گلوکس با بلعیدن کپسول سیانید پتاسیم خودکشی کرد.

## اوایل زندگی
گلوکس در سال ۱۸۸۹ در اودنکیرشن (که اکنون بخشی از مونشن‌گلادباخ است) در راینلند به دنیا آمد. پس از اتمام دبیرستان در دوسلدورف، در کسب‌وکار پدرش، یک آژانس بیمه آتش‌سوزی، کار کرد. در سال ۱۹۰۹، گلوکس به عنوان داوطلب به مدت یک سال به ارتش پیوست و در توپخانه خدمت کرد. در سال ۱۹۱۳، او در انگلستان بود و بعداً به عنوان تاجر به آرژانتین نقل مکان کرد. هنگامی که جنگ جهانی اول آغاز شد، گلوکس در ژانویه ۱۹۱۵ با هویتی جعلی با یک کشتی نروژی به آلمان بازگشت و دوباره به ارتش پیوست. در طول جنگ، او در نهایت فرمانده یک واحد توپخانه شد و صلیب آهنین درجه یک و دو را دریافت کرد. گلوکس در نبرد وردن و نبرد سم جنگید. پس از جنگ، او به عنوان افسر رابط بین نیروهای آلمانی و کمیسیون نظامی بین‌المللی کنترل، که نهاد متحد برای کنترل محدودیت‌های اعمال شده بر آلمان در معاهده ورسای در مورد تجدید تسلیحات و قدرت نیروهای مسلح آنها بود، خدمت کرد. تا سال ۱۹۲۴، او در آن موقعیت باقی ماند و سپس به کارکنان لشکر ششم پروس پیوست. او همچنین در فرای‌کورپس خدمت کرد.

## صعود تحت رژیم نازی
در سال ۱۹۳۰، گلوکس به حزب ناسیونال سوسیالیست کارگران آلمان (NSDAP) پیوست و دو سال بعد به اس‌اس ملحق شد. 
از ۶ سپتامبر ۱۹۳۳ تا ۲۰ ژوئن ۱۹۳۵، گلوکس عضو کارکنان گروه اس‌اس «غرب» بود و به درجه اس‌اس - اشتورم‌بان‌فورر صعود کرد. در حالی که فاقد کاریزما بود، مورخ نیکولاس واچسمن ادعا می‌کند که گلوکس دارای «تعهد ایدئولوژیک فراوان» بود.
در ۱ آوریل ۱۹۳۶، گلوکس به رئیس ستاد تئودور آیکه تبدیل شد، که در آن زمان بازرس اردوگاه‌های کار اجباری و رئیس اس‌اس-توتن‌کوپف‌فربانده بود.

## بازرس اردوگاه‌های کار اجباری
وقتی آیکه در تابستان ۱۹۳۹ فرمانده میدانی لشکر سوم زرهی اس‌اس توتن‌کوپف شد، گلوکس توسط هیملر در ۱۵ نوامبر ۱۹۳۹ به عنوان جانشین آیکه به سمت بازرس اردوگاه‌های کار اجباری ارتقا یافت. او مستقیماً تحت فرمان هیملر بود - همانطور که آیکه بود - اما برخلاف رابطه گرم بین هیملر و آیکه مسن‌تر، گلوکس به ندرت با هیملر ملاقات می‌کرد، که او را نه به خاطر توانایی‌های رهبری‌اش بلکه به خاطر توانایی‌اش در «تأمین تداوم اداری» با سیاست‌های آیکه ارتقا داد. کمتر بازتابی از انرژی و استعداد گلوکس، ارتقای او بیشتر به دلیل مهارت‌های مدیریتی ناکارآمد آیکه بود. گلوکس پس از تصدی این سمت تغییرهای کمی ایجاد کرد و ساختار سازمانی را همانطور که آیکه تنظیم کرده بود دست نخورده باقی گذاشت؛ همان سخت‌گیری بی‌رحمانه در اردوگاه‌ها اجرا می‌شد - هیچ بازپروری و هیچ تلاشی برای بهره‌برداری از پتانسیل کاری زندانیان وجود نداشت. چون گلوکس هرگز در داخل یک اردوگاه کار اجباری خدمت نکرده بود، برخی از اعضای ارشد اردوگاه به او مشکوک بودند و او را چیزی بیش از یک بوروکرات پشت میزی نمی‌دانستند. از نظر سبک رهبری، او مردان عمل را ترجیح می‌داد و به آنها در اداره اردوگاه‌های مربوطه‌شان مقداری خودمختاری می‌داد. گلوکس به عنوان «بی‌خیال، فاقد انرژی اگر نه تنبل» و حتی «ناآگاه» توصیف شده است، که ممکن است تا حدی رویکرد دست‌نخورده او را توضیح دهد.

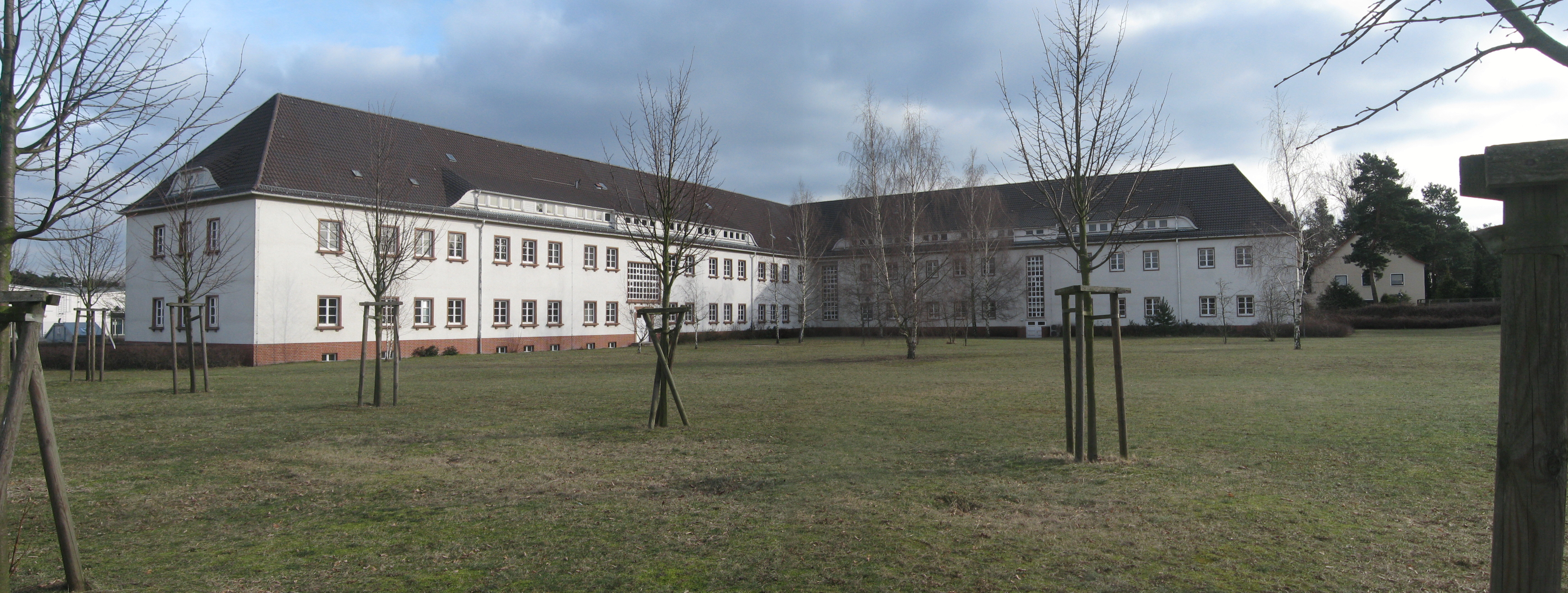
ساختمان T در اردوگاه کار اجباری زاکسن‌هاوزن، محل بازرسی اردوگاه‌های کار اجباری از سال ۱۹۳۸

مسئولیت‌های گلوکس در ابتدا عمدتاً شامل استفاده از زندانیان اردوگاه‌ها برای کار اجباری بود. در این مرحله، او فرماندهان اردوگاه‌ها را ترغیب کرد تا نرخ مرگ و میر در اردوگاه‌ها را کاهش دهند، زیرا این امر با اهداف اقتصادی دپارتمان او در تضاد بود. دستورهای دیگر او این بود که از زندانیان خواسته شود به طور مداوم کار کنند. در همان زمان، این گلوکس بود که در ۲۱ فوریه ۱۹۴۰، آشویتس، یک پادگان سواره نظام سابق اتریشی، را به عنوان مکانی مناسب برای یک اردوگاه کار اجباری جدید به هیملر و راینهارد هایدریش توصیه کرد. گلوکس در ۱ مارس ۱۹۴۱ همراه با هیملر و چندین مدیر ارشد آی.گه. فاربن برای بازدید از آشویتس رفت، جایی که تصمیم گرفته شد اردوگاه به ظرفیت ۳۰,۰۰۰ زندانی گسترش یابد، یک اردوگاه اضافی در نزدیکی بیرکناو تأسیس شود که قادر به اسکان ۱۰۰,۰۰۰ اسیر جنگی باشد، و یک کارخانه در نزدیکی اردوگاه ساخته شود که زندانیان در اختیار آی.گه. فاربن قرار گیرند. 
در ۲۰ آوریل ۱۹۴۱ گلوکس به رتبه اس‌اس- بریگاده‌فورر ارتقا یافت و در نوامبر ۱۹۴۳، گلوکس به اس‌اس- گروپن‌فورر و ژنرال‌لوتنانت وافن-اس‌اس منصوب شد. از سال ۱۹۴۲ به بعد، گلوکس به طور فزاینده‌ای در اجرای «راه‌حل نهایی» همراه با اسوالد پوهل درگیر بود. برای نظارت بر هماهنگی فعالیت‌های مربوط به اردوگاه‌ها، که از نگرانی‌های پزشکی پرسنل و زندانیان، وضعیت پروژه‌های ساختمانی، و پیشرفت عملیات‌های نابودی متغیر بود، گلوکس همراه با دیگر مدیران ارشد اردوگاه‌های اس‌اس، در جلسه های هفتگی که توسط پول برگزار می‌شد شرکت می‌کرد. گلوکس هرگز تلاش نکرد تا از مافوق خود پیشی بگیرد و کاملاً از تابعیت خود نسبت به پول آگاه بود.
تنها چند روز پس از کنفرانس وانزه در ژانویه ۱۹۴۲، هیملر به گلوکس دستور داد تا اردوگاه‌ها را برای ورود فوری ۱۰۰,۰۰۰ مرد یهودی و ۵۰,۰۰۰ زن یهودی که از رایش به عنوان کارگر تخلیه می‌شدند، آماده کند. این اقدام به دلیل کاهش دسترسی به زندانیان روسی صورت می‌گرفت. در فوریه ۱۹۴۲، سازمان بازرسی اردوگاه‌های کار اجباری به «آمت د» اداره اصلی اقتصادی و اجرایی اس‌اس تحت فرمان اس‌اس-اوبرگروپن‌فورر اسوالد پوهل تبدیل شد. گلوکس تا پایان جنگ به مدیریت اداره اردوگاه ادامه داد. بنابراین، کل سیستم اردوگاه‌های کار اجباری تحت اختیار اداره اصلی اقتصادی و اجرایی اس‌اس قرار گرفت و بازرس اردوگاه‌های کار اجباری اکنون تابع رئیس سابق بود. تا مارس ۱۹۴۲، گلوکس به طور معمول دستورالعمل‌های مستقیم از مهندس ارشد و ژنرال اس‌اس هانس کامملر دریافت می‌کرد تا خواسته‌های تولیدی مهندسان اس‌اس را برآورده کند.

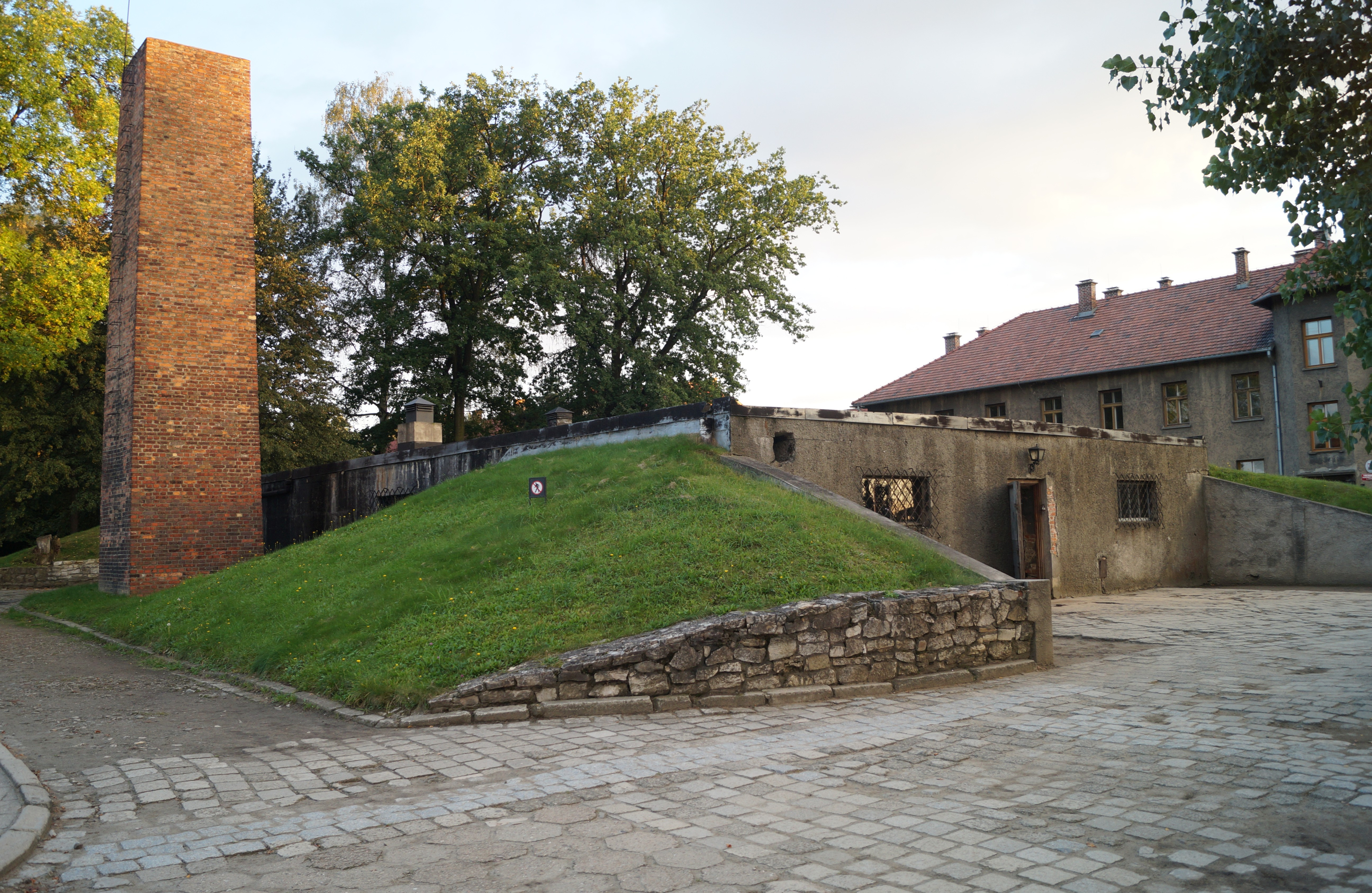
کوره‌ جسدسوزی I در اردوگاه مرگ آشویتس

در ژوئیه ۱۹۴۲، او در یک جلسه برنامه‌ریزی با هیملر در مورد آزمایش‌های پزشکی بر روی زندانیان اردوگاه شرکت کرد. از چندین بازدید از اردوگاه‌های کار اجباری آشویتس، گلوکس به خوبی از قتل‌عام‌ها و دیگر جنایات انجام شده در آنجا آگاه بود. به طور متقابل، فرمانده آشویتس رودولف هوس به طور معمول گلوکس را از وضعیت فعالیت‌های نابودی مطلع می‌کرد. در یکی از بازدیدهای بازرسی خود از آشویتس در سال ۱۹۴۳، گلوکس از موقعیت نامطلوب کوره‌های جسدسوزی شکایت کرد زیرا انواع مردم می‌توانستند به «تماشای» این سازه‌ها بپردازند. در پاسخ به این مشاهده، هوس دستور داد یک ردیف درخت بین کوره‌های جسدسوزی I و II کاشته شود. هنگامی که بازدیدهای مقامهای عالی‌رتبه از رایش یا حزب نازی انجام می‌شد، اداره توسط گلوکس دستور داده شد که از نشان دادن کوره‌های جسدسوزی به آنها خودداری کند؛ اگر سوال هایی در مورد دود خارج شده از دودکش‌ها مطرح می‌شد، پرسنل نصب باید به بازدیدکنندگان می‌گفتند که اجساد به دلیل اپیدمی‌ها سوزانده می‌شوند.
در دسامبر ۱۹۴۲، پس از کشف اینکه ۷۰,۰۰۰ نفر از ۱۳۶,۰۰۰ زندانی ورودی تقریباً به همان سرعتی که وارد می‌شدند می‌مردند، او دستوری به پزشکان اردوگاه صادر کرد که بیان می‌کرد:
«بهترین پزشک اردوگاه در یک اردوگاه کار اجباری آن پزشکی است که ظرفیت کاری زندانیان را در بالاترین سطح ممکن نگه دارد ... برای این منظور لازم است که پزشکان اردوگاه به طور شخصی علاقه‌مند شوند و در محل کار حضور یابند.»
قبل از شروع راهپیمایی‌های مرگ در اوایل ۱۹۴۵، گلوکس دستوری از ژوئیه ۱۹۴۴ را تکرار کرد که به فرماندهان اردوگاه تأکید می‌کرد که در «شرایط اضطراری»، آنها باید از دستورات رهبران اس‌اس و پلیس منطقه‌ای پیروی کنند. بین ۲۵۰,۰۰۰ تا ۴۰۰,۰۰۰ نفر دیگر به دلیل این راهپیمایی‌های مرگ جان باختند.
گلوکس «مرد اداره اصلی امنیت رایش مسئول کل شبکه اردوگاه‌های کار اجباری» بود و اقتدار او به بزرگترین و معروف‌ترین آنها، آشویتس، گسترش می‌یافت. تقریباً تمام سؤال های مهم مربوط به اردوگاه‌های کار اجباری «مستقیماً بین بازرس اردوگاه‌های کار اجباری و رایشسفورر-اس‌اس تصمیم‌گیری می‌شد.» در ژانویه ۱۹۴۵، گلوکس به خاطر کمک‌هایش به رایش در مدیریت پانزده اردوگاه بزرگ و پانصد اردوگاه ماهواره‌ای که بیش از ۴۰,۰۰۰ عضو اس‌اس را به کار می‌گرفتند، مورد تقدیر قرار گرفت. نقش گلوکس در هولوکاست «نمی‌تواند بیش از حد تأکید شود» زیرا او همراه با پوهل، کل سیستم اردوگاه‌های نازی و شبکه آزار و اذیت آن را نظارت می‌کرد.

## مرگ
وقتی که جای اداره اصلی اقتصادی و اجرایی اس‌اس در برلین در ۱۶ آوریل ۱۹۴۵ توسط بمباران متفقین نابود شد،  اداره به بورن اوف دم دارس در پومرانی در دریای بالتیک منتقل شد. به دلیل پیشروی نیروهای ارتش سرخ، گلوکس و همسرش به فلنسبورگ فرار کردند. 
پس از تسلیم آلمان، باور بر این است که او در ۱۰ مه ۱۹۴۵ با بلعیدن کپسول پتاسیم سیانید در پایگاه دریایی موروییک در فلنسبورگ-موروییک خودکشی کرده است، اگرچه نبود سوابق رسمی یا عکس‌ها باعث گمانه‌زنی‌هایی درباره سرنوشت نهایی او شد.

## مطالعه بیشتر
- تیم آموزش و تحقیقات آرشیو هولوکاست (۲۰۰۹). «ریچارد گلوکس همانطور که توسط رودولف هوس توصیف شده است» در پروژه تحقیقاتی هولوکاست.org.